# Парабленіус
Парабленіус (Parablennius) — рід риб родини собачкових (Blenniidae), що поширені в Атлантичному, на заході Тихого океану і в Індійському океані.

## Види
- Parablennius cornutus (Linnaeus, 1758)
- Parablennius cyclops (Rüppell, 1830)
- Parablennius dialloi (Bath, 1990)
- Parablennius gattorugine (Linnaeus, 1758) — Собачка тупорилий
- Parablennius goreensis (Valenciennes, 1836)
- Parablennius incognitus (Bath, 1968) — Собачка таємничий
- Parablennius intermedius (Ogilby, 1915)
- Parablennius laticlavius (Griffin, 1926)
- Parablennius lodosus (Smith, 1959)
- Parablennius marmoreus (Poey, 1876)
- Parablennius opercularis (Murray, 1887)
- Parablennius parvicornis (Valenciennes, 1836)
- Parablennius pilicornis (Cuvier, 1829)
- Parablennius postoculomaculatus Bath & Hutchins, 1986
- Parablennius rouxi (Cocco, 1833)
- Parablennius ruber (Valenciennes, 1836) — Собачка португальський
- Parablennius salensis (Bath, 1990)
- Parablennius sanguinolentus (Pallas, 1814) — Собачка червоно-жовтий
- Parablennius serratolineatus (Bath & Hutchins, 1986)
- Parablennius sierraensis (Bath, 1990)
- Parablennius tasmanianus (Richardson, 1842) — Собачка тасманійський
- Parablennius tentacularis (Brünnich, 1768) — Собачка щупальцевий
- Parablennius thysanius (Jordan & Seale, 1907)
- Parablennius verryckeni (Poll, 1959)
- Parablennius yatabei (Jordan & Snyder, 1900) — Собачка Ятабе
- Parablennius zvonimiri (Kolombatovic, 1892)   — Собачка Звонимира